# Tetramesa aequata
Tetramesa aequata é uma espécie de insetos himenópteros, mais especificamente de vespas pertencente à família Eurytomidae.
A autoridade científica da espécie é Dalla Torre, tendo sido descrita no ano de 1898.
Trata-se de uma espécie presente no território português.